# My Everything (album d'Ariana Grande)
Pour les articles homonymes, voir My Everything.
Albums de Ariana Grande
Christmas Kisses (EP)
(2013) Dangerous Woman
(2016)
Singles
1. Problem
Sortie : 28 avril 2014
2. Break Free (feat. Zedd)
Sortie : 2 juillet 2014
3. Bang Bang
Sortie : 28 juillet 2014
4. Love Me Harder
Sortie : 30 septembre 2014
5. One Last Time
Sortie : 15 février 2015

My Everything est le deuxième album studio de la chanteuse américaine Ariana Grande, sorti le 22 août 2014 dans certains pays et le 25 août 2014 dans le reste du monde sous le label Republic. L'album se classe à la première place du Billboard 200, comme son précédent album Yours Truly.

## Production
L'enregistrement de l'album a commencé en octobre 2013. Pour ce deuxième album studio, Ariana Grande a travaillé avec la plupart des producteurs de son premier album, Yours Truly. En janvier 2014, elle est rejointe par de nouveaux producteurs dont Ryan Tedder du groupe OneRepublic. Le 25 février 2014, Ariana annonce que l'album portera le nom d'une chanson de l'album qui l'a faite pleurer à la fin de l'enregistrement. En mai 2014, Ariana termine l'enregistrement de l'album puis le 28 juin 2014, elle révèle le titre de l'album, My Everything, la pochette, la liste des titres et la date de sortie.

## Promotion
Les mois précédant la sortie de l'album, Ariana a posté des extraits des chansons Best Mistake et Love Me Harder sur son profil Instagram.
Le 20 août 2014, MTV a diffusé sur son site officiel les chansons Love Me Harder, Be My Baby, Just a Little Bit of Your Heart et Why Try en avant-première.

## Singles
Le premier single, Problem en featuring avec la rappeuse australienne Iggy Azalea, est sorti le 28 avril 2014. Ariana Grande l'a chantée en live pour la première fois le 27 avril 2014, lors des Radio Disney Music Awards. Dès la première semaine après sa sortie, le single a été téléchargé plus de 438 000 fois et il a atteint la 2e place du Billboard Hot 100 et a, en environ 15 minutes, atteint la première place des ventes sur iTunes dans plus d'une cinquantaine de pays, dont le Canada et les États-Unis.
Le 2 juillet 2014, MTV a diffusé une émission spéciale intitulée Total Ariana Live. Ce soir là, Ariana a dévoilé en live le second single, Break Free en featuring avec le DJ Zedd. Ce single a atteint la 4e place du Billboard Hot 100.
Le 29 juillet 2014, le single Bang Bang de Jessie J en featuring avec Ariana et Nicki Minaj est sorti. Ce single est un des titres bonus de l'édition deluxe de My Everything mais surtout le 1er extrait de l'album Sweet Talker de Jessie J. Les trois chanteuses ont d'ailleurs ouvert la cérémonie des MTV Video Music Awards 2014 en interprétant pour la première fois ce titre ensemble en live le 24 août 2014. Ce single a été classé 3e au Billboard Hot 100.
Le 7 août 2014, Ariana a annoncé le single promotionnel, Best Mistake, en featuring avec le rappeur Big Sean qui avait déjà participé à l'une des chansons de son premier album. La chanson est sortie en téléchargement le 12 août 2014 et est devenue no 1 des ventes sur iTunes aux États-Unis seulement quelques heures après sa sortie.
Le 30 septembre 2014 est sorti le troisième single issu de l'album. Il s'agit de la chanson Love Me Harder avec le chanteur The Weeknd.
Le 10 février 2015, la chanson One Last Time est annoncée comme le quatrième single. Ce nouveau single a été classé 13e au Billboard Hot 100. En France, un remix spécialement créé pour les radios du pays sort le 16 février 2015. Ce remix intitulé One Last Time (Attends-moi) est duo avec le chanteur français Kendji Girac, gagnant de la troisième saison de The Voice, et remplace certains couplets et refrain par des paroles en français.

## Love Me Harder EP
Le 31 octobre 2014 un peu avant la sortie du clip vidéo de la chanson Love Me Harder avec The Weeknd, un EP de trois chansons est sorti exclusivement en téléchargement. Intitulé Love Me Harder EP, il contient le single du même nom ainsi que les deux chansons Cadillac Song et Too Close qui étaient d'abord sorties uniquement au Japon et aux États-Unis dans l'édition deluxe de l'album vendue dans les supermarchés Target.

## Tournée
À la suite de la sortie de l'album, Ariana Grande a annoncé sa première tournée mondiale, The Honeymoon Tour. La tournée a débuté le 25 février 2015 à Independence aux États-Unis et s'est terminée le 25 octobre 2015 à São Paulo au Brésil. La première partie est principalement assurée par le groupe anglais Rixton et le DJ norvégien Cashmere Cat ainsi que par le chanteur américain Prince Royce, à partir de la troisième phase de la tournée. 

## Réception

### Réception commerciale
Le 25 août 2014, jour de sa sortie mondiale, l'album est devenu no 1 des ventes dans 86 pays sur iTunes.

### Récompenses
Le 5 décembre 2014, My Everything est nommé aux Grammy Awards dans la catégorie Meilleur album Pop. Cette nomination permet à Ariana Grande de décrocher sa première nomination aux Grammy Awards.

## Liste des titres
| No  | Titre                                                | Auteur | Durée |
| --- | ---------------------------------------------------- | --- | ----- |
| 1.  | Intro                                                | Ariana Grande, Tommy Brown, Victoria McCants | 1:20  |
| 2.  | Problem (feat. Iggy Azalea)                          | Ariana Grande, Max Martin, Savan Kotecha, Ilya, Amethyst Kelly | 3:14  |
| 3.  | One Last Time                                        | David Guetta, Savan Kotecha, Giorgio Tuinfort, Rami Yacoub, Benjamin Dherbecourt, Carl Falk                                                                        | 3:17  |
| 4.  | Why Try                                              | Benjamin Levin, Ryan Tedder, Ammar Malik, Noel Zancanella | 3:32  |
| 5.  | Break Free (feat. Zedd)                              | Anton Zaslavski, Max Martin, Benjamin Dherbecourt, Savan Kotecha                                                                                                   | 3:35  |
| 6.  | Best Mistake (feat. Big Sean)                        | Ariana Grande, Sean Anderson, Dwane Weir II | 3:54  |
| 7.  | Be My Baby (feat. Cashmere Cat)                      | Benjamin Levin, Magnus August Høiberg, Theron Thomas, Timothy Thomas, Peder Losnegård                                                                              | 3:37  |
| 8.  | Break Your Heart Right Back (feat. Childish Gambino) | Kirby Dockery, Andrew "Pop" Wansel, Warren "Oak" Felder, Donald Glover, Bernard Edwards, Nile Rodgers, Steven Jordan, Christopher Wallace, Sean Combs, Mason Betha | 4:13  |
| 9.  | Love Me Harder (avec The Weeknd)                     | Max Martin, Savan Kotecha, Ali Payami, Abel Tesfaye, Benjamin Dherbecourt, Ahmad Balshe                                                                            | 3:56  |
| 10. | Just a Little Bit of Your Heart                      | Harry Styles, Johan Carlsson | 3:53  |
| 11. | Hands on Me (feat. ASAP Ferg)                        | Rodney Jerkins, Alicia Renee Williams, Adrianne Birge, Darold Ferguson, Jr.                                                                                        | 3:12  |
| 12. | My Everything                                        | Ariana Grande, Tommy Brown, Victoria McCants, Taylor Parks | 2:49  |

| 13. | Bang Bang (avec Jessie J et Nicki Minaj) | Max Martin, Savan Kotecha, Rickard Göransson, Onika Maraj                                        | 3:19 |
| 14. | Only 1                                   | Ariana Grande, Tommy Brown, Travis Sayles, Victoria McCants, Dennis Jenkins                      | 3:14 |
| 15. | You Don't Know Me                        | Ariana Grande, Harmony Samuels, H. "Carmen Reece" Culver, Al Sherrod Lambert, Maurice David Wade | 3:54 |

| 16. | Cadillac Song | Ariana Grande, Tommy Brown, Travis Sayles, Leon Sylvers                                          | 2:52 |
| 17. | Too Close     | Ariana Grande, Harmony Samuels, H. "Carmen Reece" Culver, Al Sherrod Lambert, Maurice David Wade | 3:35 |

| 16. | Problem (feat. Iggy Azalea) (Wayne G Club Mix) | Ariana Grande, Max Martin, Savan Kotecha, Ilya, Amethyst Kelly | 6:35 |

| 16. | Problem (feat. Iggy Azalea et J Balvin) | Ariana Grande, Max Martin, Savan Kotecha, Ilya, Amethyst Kelly | 3:13 |

| 16. | Cadillac Song              | Ariana Grande, Tommy Brown, Travis Sayles, Leon Sylvers                                          | 2:52 |
| 17. | Too Close                  | Ariana Grande, Harmony Samuels, H. "Carmen Reece" Culver, Al Sherrod Lambert, Maurice David Wade | 3:35 |
| 18. | Baby I (feat. Taro Hakase) | Kenneth « Babyface » Edmonds, Antonio Dixon, Patrick "j. Que" Smith                              | 3:17 |

| 1. | Problem (feat. Iggy Azalea) Clip Vidéo  | Nev Todorovic (réalisation) | 3:28 |
| 2. | Problem (feat. Iggy Azalea) Lyric vidéo | Jones Crow (réalisation)    | 3:14 |
| 3. | Interview officiel                      |                             | 8:00 |

| 1. | Problem (feat. Iggy Azalea) (Dj Buddha Dub Mix) | Ariana Grande, Max Martin, Savan Kotecha, Ilya, Amethyst Kelly | 6:10 |
| 2. | Problem (feat. Iggy Azalea) (Dj Class Remix)    | Ariana Grande, Max Martin, Savan Kotecha, Ilya, Amethyst Kelly | 5:15 |

| 16. | One Last Time (Attends-moi) (feat. Kendji Girac)     | David Guetta, Savan Kotecha, Giorgio Tuinfort, Rami Yacoub, Benjamin Dherbecourt, Carl Falk | 3:16 |
| 17. | Love Me Harder (avec The Weeknd) (Alex Ghenea Remix) | Max Martin, Savan Kotecha, Ali Payami, Abel Tesfaye, Benjamin Dherbecourt, Ahmad Balshe     | 3:31 |
| 18. | One Last Time (Gazzo Remix)                          | David Guetta, Savan Kotecha, Giorgio Tuinfort, Rami Yacoub, Benjamin Dherbecourt, Carl Falk | 4:05 |

## Classements
| Classement (2014-15)               | Meilleure place |
| ---------------------------------- | --------------- |
| Allemagne (Media Control AG)       | 5               |
| Australie (ARIA)                   | 1               |
| Autriche (Ö3 Austria Top 40)       | 3               |
| Belgique (Flandre Ultratop)        | 1               |
| Belgique (Wallonie Ultratop)       | 11              |
| Brésil (ABPD)                      | 7               |
| Canada (Canadian Albums)           | 1               |
| Chine (Sino Chart)                 | 8               |
| Corée du Sud (Gaon)                | 35              |
| Croatie (HDU)                      | 31              |
| Danemark (Tracklisten)             | 2               |
| Écosse (OCC)                       | 4               |
| Espagne (Promusicae)               | 3               |
| États-Unis (Billboard 200)         | 1               |
| Finlande (Suomen virallinen lista) | 8               |
| France (SNEP)                      | 18              |
| Grèce (IFPI Greece)                | 5               |
| Irlande (IRMA)                     | 2               |
| Italie (FIMI)                      | 4               |
| Japon (Oricon)                     | 3               |
| Mexique (AMPROFON)                 | 4               |
| Norvège (VG-lista)                 | 1               |
| Nouvelle-Zélande (RIANZ)           | 3               |
| Pays-Bas (Mega Album Top 100)      | 3               |
| Pologne (ZPAV)                     | 9               |
| Portugal (AFP)                     | 7               |
| Royaume-Uni (UK Albums Chart)      | 3               |
| Suède (Sverigetopplistan)          | 2               |
| Suisse (Schweizer Hitparade)       | 2               |
| Taïwan (G-Music)                   | 10              |

| Classement (2014)            | Meilleure place |
| ---------------------------- | --------------- |
| Australie (ARIA)             | 37              |
| Belgique (Flandre Ultratop)  | 99              |
| Belgique (Wallonie Ultratop) | 154             |
| Canada (Billboard)           | 46              |
| Danemark (Tracklisten)       | 46              |
| États-Unis (Billboard 200)   | 46              |
| France (SNEP)                | 146             |
| Italie (FIMI)                | 85              |
| Japon (Oricon)               | 35              |
| Mexique (AMPROFON)           | 26              |
| Nouvelle-Zélande (RMNZ)      | 49              |
| Pays-Bas (MegaCharts)        | 32              |
| Royaume-Uni (OCC)            | 88              |
| Suède (Sverigetopplistan)    | 21              |

| Classement (2015)          | Meilleure place |
| -------------------------- | --------------- |
| Australie (ARIA)           | 75              |
| Danemark (Tracklisten)     | 14              |
| États-Unis (Billboard 200) | 17              |
| France (SNEP)              | 103             |
| Italie (FIMI)              | 55              |
| Japon (Oricon)             | 83              |
| Mexique (AMPROFON)         | 22              |
| Pays-Bas (MegaCharts)      | 60              |
| Royaume-Uni (OCC)          | 89              |
| Suède (Sverigetopplistan)  | 10              |

## Certifications
| Pays              | Certification | Unités certifiées |
| ----------------- | ------------- | ----------------- |
| États-Unis (RIAA) | 4 × Platine   | 4 000 000         |
| France (SNEP)     | Platine       | 100 000           |